# 1538 Detre
1538 Detre este un asteroid din centura principală, descoperit pe 8 septembrie 1940, de György Kulin.